# La Marionnette (Jérôme K. Jérôme Bloche)
Pour les articles homonymes, voir La Marionnette.
La Marionnette est le 17e album de la série de bande dessinée Jérôme K. Jérôme Bloche d’Alain Dodier. L'ouvrage est publié en 2003.